# Sangerfield
Sangerfield es un pueblo ubicado en el condado de Oneida en el estado estadounidense de Nueva York. En el año 2000 tenía una población de 2,610 habitantes y una densidad poblacional de 33 personas por km².

## Geografía
Sangerfield se encuentra ubicado en las coordenadas 43°54′50″N 75°22′51″O / 43.91389, -75.38083.

## Demografía
Según la Oficina del Censo en 2000 los ingresos medios por hogar en la localidad eran de $38,264 y los ingresos medios por familia eran $44,871. Los hombres tenían unos ingresos medios de $31,144 frente a los $21,250 para las mujeres. La renta per cápita para la localidad era de $17,068. Alrededor del 9.7% de la población estaban por debajo del umbral de pobreza.